# Tour d'Azerbaïdjan 2015
La 4e édition du Tour d'Azerbaïdjan a eu lieu du 6 au 10 mai 2015. La course fait partie du calendrier UCI Europe Tour 2015 en catégorie 2.1.
L'épreuve a été remportée par le Slovène Primož Roglič (Adria Mobil), vainqueur de la deuxième étape, respectivement devant le Néerlandais Jasper Ockeloen (Parkhotel Valkenburg) et son compatriote Matej Mugerli (Synergy Baku Project) qui terminent tous les deux à 34 secondes.
Un autre Slovène, Marko Kump (Adria Mobil) lauréat de la première étape, remporte le classement par points tandis que l'Ukrainien Oleksandr Surutkovych (Synergy Baku Project) gagne celui de la montagne. Le Tchèque František Sisr (Dukla Praha) termine meilleur jeune et la formation azerbaïdjanaise Synergy Baku Project meilleure équipe.

## Présentation

### Équipes
Classé en catégorie 2.1 de l'UCI Europe Tour, le Tour d'Azerbaïdjan est par conséquent ouvert aux WorldTeams dans la limite de 50 % des équipes participantes, aux équipes continentales professionnelles, aux équipes continentales et aux équipes nationales.
Vingt-cinq équipes participent à ce Tour d'Azerbaïdjan - quatre équipes continentales professionnelles, dix-sept équipes continentales et quatre équipes nationales :
| Équipes continentales professionnelles | Équipes continentales professionnelles | Équipes continentales professionnelles |
| Nom de l'équipe                        | Pays                                   | Code                                   |
| -------------------------------------- | -------------------------------------- | -------------------------------------- |
| Androni Giocattoli-Sidermec            | Italie                                 | AND                                    |
| Drapac                                 | Australie                              | DPC                                    |
| Novo Nordisk                           | États-Unis                             | TNN                                    |
| RusVelo                                | Russie                                 | RVL                                    |

| Équipes continentales     | Équipes continentales | Équipes continentales |
| Nom de l'équipe           | Pays                  | Code                  |
| ------------------------- | --------------------- | --------------------- |
| Adria Mobil               | Slovénie              | ADR                   |
| Airgas-Safeway            | États-Unis            | AIR                   |
| An Post-ChainReaction     | Irlande               | SKT                   |
| CCN                       | Laos                  | CCN                   |
| CK Banská Bystrica        | Slovaquie             | CKB                   |
| Cycling Academy           | Israël                | CAT                   |
| Dukla Praha               | Tchéquie              | ADP                   |
| Giant-Champion System     | Chine                 | MSS                   |
| Hrinkow Advarics Cycleang | Autriche              | HAC                   |
| Leopard Development       | Luxembourg            | LDT                   |
| Minsk CC                  | Biélorussie           | MCC                   |
| MLP Bergstrasse           | Allemagne             | TBJ                   |
| Parkhotel Valkenburg      | Pays-Bas              | PVC                   |
| Synergy Baku Project      | Azerbaïdjan           | BCP                   |
| Tavira                    | Portugal              | TAV                   |
| Torku Şekerspor           | Turquie               | TRK                   |
| Tusnad                    | Roumanie              | TCT                   |

| Équipes nationales             | Équipes nationales | Équipes nationales |
| Nom de l'équipe                | Pays               | Code               |
| ------------------------------ | ------------------ | ------------------ |
| Équipe nationale d'Estonie     | Estonie            | EST                |
| Équipe nationale de Grèce      | Grèce              | GRE                |
| Équipe nationale de Hongrie    | Hongrie            | HUN                |
| Équipe nationale du Kazakhstan | Kazakhstan         | KAZ                |

## Étapes
| Étape     | Date   | Villes étapes        |                           | Distance (km) | Vainqueur d’étape | Leader du classement général |
| --------- | ------ | -------------------- | ------------------------- | ------------- | ----------------- | ---------------------------- |
| 1re étape | 6 mai  | Bakou - Sumqayıt     | Étape de plaine           | 154           | Marko Kump        | Marko Kump                   |
| 2e étape  | 7 mai  | Bakou - İsmayıllı    | Étape de moyenne montagne | 187           | Primož Roglič     | Primož Roglič                |
| 3e étape  | 8 mai  | Qabala - Qabala      | Étape vallonnée           | 177,2         | Joshua Edmondson  | Primož Roglič                |
| 4e étape  | 9 mai  | Qabala - Mingachevir | Étape de plaine           | 205           | Daniel Turek      | Primož Roglič                |
| 5e étape  | 10 mai | Bakou - Bakou        | Étape de plaine           | 144           | Sergey Firsanov   | Primož Roglič                |

## Déroulement de la course

### 1reétape
| Classement de l'étape | Classement de l'étape  | Classement de l'étape | Classement de l'étape       | Classement de l'étape |
|                       | Coureur                | Pays                  | Équipe                      | Temps                 |
| --------------------- | ---------------------- | --------------------- | --------------------------- | --------------------- |
| 1er                   | Marko Kump             | Slovénie              | Adria Mobil                 | en 3 h 36 min 59 s    |
| 2e                    | Francesco Chicchi      | Italie                | Androni Giocattoli-Sidermec | m.t                   |
| 3e                    | Maksym Averin          | Azerbaïdjan           | Synergy Baku Project        | m.t                   |
| 4e                    | Marco Zanotti          | Italie                | Parkhotel Valkenburg        | m.t                   |
| 5e                    | Jiří Hochmann          | Tchéquie              | Dukla Praha                 | m.t                   |
| 6e                    | Uladzimir Harakhavik   | Biélorussie           | Minsk CC                    | m.t                   |
| 7e                    | Charálampos Kastrantás | Grèce                 | Équipe nationale de Grèce   | m.t                   |
| 8e                    | Manuel António Cardoso | Portugal              | Tavira                      | m.t                   |
| 9e                    | Martin Laas            | Estonie               | Équipe nationale d'Estonie  | m.t                   |
| 10e                   | Artur Ershov           | Russie                | RusVelo                     | m.t                   |
| modifier              |                        |                       |                             |                       |

| Classement général | Classement général     | Classement général | Classement général          | Classement général |
|                    | Coureur                | Pays               | Équipe                      | Temps              |
| ------------------ | ---------------------- | ------------------ | --------------------------- | ------------------ |
| 1er                | Marko Kump             | Slovénie           | Adria Mobil                 | en 3 h 36 min 59 s |
| 2e                 | Francesco Chicchi      | Italie             | Androni Giocattoli-Sidermec | m.t                |
| 3e                 | Maksym Averin          | Azerbaïdjan        | Synergy Baku Project        | m.t                |
| 4e                 | Marco Zanotti          | Italie             | Parkhotel Valkenburg        | m.t                |
| 5e                 | Jiří Hochmann          | Tchéquie           | Dukla Praha                 | m.t                |
| 6e                 | Uladzimir Harakhavik   | Biélorussie        | Minsk CC                    | m.t                |
| 7e                 | Charálampos Kastrantás | Grèce              | Équipe nationale de Grèce   | m.t                |
| 8e                 | Manuel António Cardoso | Portugal           | Tavira                      | m.t                |
| 9e                 | Martin Laas            | Estonie            | Équipe nationale d'Estonie  | m.t                |
| 10e                | Artur Ershov           | Russie             | RusVelo                     | m.t                |
| modifier           |                        |                    |                             |                    |

### 2eétape
| Classement de l'étape | Classement de l'étape  | Classement de l'étape | Classement de l'étape          | Classement de l'étape |
|                       | Coureur                | Pays                  | Équipe                         | Temps                 |
| --------------------- | ---------------------- | --------------------- | ------------------------------ | --------------------- |
| 1er                   | Primož Roglič          | Slovénie              | Adria Mobil                    | en 4 h 43 min 26 s    |
| 2e                    | Matej Mugerli          | Slovénie              | Synergy Baku Project           | + 34 s                |
| 3e                    | Christopher Horner     | États-Unis            | Airgas-Safeway                 | + 34 s                |
| 4e                    | Jasper Ockeloen        | Pays-Bas              | Parkhotel Valkenburg           | + 34 s                |
| 5e                    | Maksym Averin          | Azerbaïdjan           | Synergy Baku Project           | + 3 min 50 s          |
| 6e                    | Aleksandr Chouchemoïne | Kazakhstan            | Équipe nationale du Kazakhstan | + 3 min 50 s          |
| 7e                    | František Sisr         | Tchéquie              | Dukla Praha                    | + 3 min 50 s          |
| 8e                    | Joshua Edmondson       | Royaume-Uni           | An Post-ChainReaction          | + 3 min 50 s          |
| 9e                    | Kristjan Fajt          | Slovénie              | Adria Mobil                    | + 3 min 50 s          |
| 10e                   | Sebastian Baldauf      | Allemagne             | Hrinkow Advarics Cycleang      | + 3 min 50 s          |
| modifier              |                        |                       |                                |                       |

| Classement général | Classement général     | Classement général | Classement général             | Classement général |
|                    | Coureur                | Pays               | Équipe                         | Temps              |
| ------------------ | ---------------------- | ------------------ | ------------------------------ | ------------------ |
| 1er                | Primož Roglič          | Slovénie           | Adria Mobil                    | en 8 h 20 min 25 s |
| 2e                 | Jasper Ockeloen        | Pays-Bas           | Parkhotel Valkenburg           | + 34 s             |
| 3e                 | Matej Mugerli          | Slovénie           | Synergy Baku Project           | + 34 s             |
| 4e                 | Christopher Horner     | États-Unis         | Airgas-Safeway                 | + 34 s             |
| 5e                 | Maksym Averin          | Azerbaïdjan        | Synergy Baku Project           | + 3 min 50 s       |
| 6e                 | Radoslav Rogina        | Croatie            | Adria Mobil                    | + 3 min 50 s       |
| 7e                 | František Sisr         | Tchéquie           | Dukla Praha                    | + 3 min 50 s       |
| 8e                 | Aleksandr Chouchemoïne | Kazakhstan         | Équipe nationale du Kazakhstan | + 3 min 50 s       |
| 9e                 | Sergey Firsanov        | Russie             | RusVelo                        | + 3 min 50 s       |
| 10e                | Kristjan Fajt          | Slovénie           | Adria Mobil                    | + 3 min 50 s       |
| modifier           |                        |                    |                                |                    |

### 3eétape
| Classement de l'étape | Classement de l'étape | Classement de l'étape | Classement de l'étape     | Classement de l'étape |
|                       | Coureur               | Pays                  | Équipe                    | Temps                 |
| --------------------- | --------------------- | --------------------- | ------------------------- | --------------------- |
| 1er                   | Joshua Edmondson      | Royaume-Uni           | An Post-ChainReaction     | en 4 h 7 min 28 s     |
| 2e                    | Marko Kump            | Slovénie              | Adria Mobil               | + 1 s                 |
| 3e                    | Matej Mugerli         | Slovénie              | Synergy Baku Project      | + 1 s                 |
| 4e                    | Kristian Haugaard     | Danemark              | Leopard Development       | + 1 s                 |
| 5e                    | Marco Zanotti         | Italie                | Parkhotel Valkenburg      | + 1 s                 |
| 6e                    | František Sisr        | Tchéquie              | Dukla Praha               | + 1 s                 |
| 7e                    | Emanuel Piaskowy      | Pologne               | Cycling Academy           | + 1 s                 |
| 8e                    | Xandro Meurisse       | Belgique              | An Post-ChainReaction     | + 1 s                 |
| 9e                    | Primož Roglič         | Slovénie              | Adria Mobil               | + 1 s                 |
| 10e                   | Clemens Fankhauser    | Autriche              | Hrinkow Advarics Cycleang | + 1 s                 |
| modifier              |                       |                       |                           |                       |

| Classement général | Classement général     | Classement général | Classement général             | Classement général  |
|                    | Coureur                | Pays               | Équipe                         | Temps               |
| ------------------ | ---------------------- | ------------------ | ------------------------------ | ------------------- |
| 1er                | Primož Roglič          | Slovénie           | Adria Mobil                    | en 12 h 27 min 54 s |
| 2e                 | Jasper Ockeloen        | Pays-Bas           | Parkhotel Valkenburg           | + 34 s              |
| 3e                 | Matej Mugerli          | Slovénie           | Synergy Baku Project           | + 34 s              |
| 4e                 | Christopher Horner     | États-Unis         | Airgas-Safeway                 | + 34 s              |
| 5e                 | Joshua Edmondson       | Royaume-Uni        | An Post-ChainReaction          | + 3 min 49 s        |
| 6e                 | Maksym Averin          | Azerbaïdjan        | Synergy Baku Project           | + 3 min 50 s        |
| 7e                 | František Sisr         | Tchéquie           | Dukla Praha                    | + 3 min 50 s        |
| 8e                 | Sergey Firsanov        | Russie             | RusVelo                        | + 3 min 50 s        |
| 9e                 | Radoslav Rogina        | Croatie            | Adria Mobil                    | + 3 min 56 s        |
| 10e                | Aleksandr Chouchemoïne | Kazakhstan         | Équipe nationale du Kazakhstan | + 3 min 56 s        |
| modifier           |                        |                    |                                |                     |

### 4eétape
| Classement de l'étape | Classement de l'étape | Classement de l'étape | Classement de l'étape          | Classement de l'étape |
|                       | Coureur               | Pays                  | Équipe                         | Temps                 |
| --------------------- | --------------------- | --------------------- | ------------------------------ | --------------------- |
| 1er                   | Daniel Turek          | Tchéquie              | Cycling Academy                | en 4 h 13 min 51 s    |
| 2e                    | Clemens Fankhauser    | Autriche              | Hrinkow Advarics Cycleang      | + 1 s                 |
| 3e                    | Conor Dunne           | Irlande               | An Post-ChainReaction          | + 1 s                 |
| 4e                    | Griffin Easter        | États-Unis            | Airgas-Safeway                 | + 3 s                 |
| 5e                    | Brenton Jones         | Australie             | Drapac                         | + 42 s                |
| 6e                    | Marko Kump            | Slovénie              | Adria Mobil                    | + 42 s                |
| 7e                    | Marco Benfatto        | Italie                | Androni Giocattoli-Sidermec    | + 42 s                |
| 8e                    | Matvey Nikitin        | Kazakhstan            | Équipe nationale du Kazakhstan | + 42 s                |
| 9e                    | Aidis Kruopis         | Lituanie              | An Post-ChainReaction          | + 42 s                |
| 10e                   | Marco Zanotti         | Italie                | Parkhotel Valkenburg           | + 42 s                |
| modifier              |                       |                       |                                |                       |

| Classement général | Classement général | Classement général | Classement général        | Classement général  |
|                    | Coureur            | Pays               | Équipe                    | Temps               |
| ------------------ | ------------------ | ------------------ | ------------------------- | ------------------- |
| 1er                | Primož Roglič      | Slovénie           | Adria Mobil               | en 16 h 42 min 31 s |
| 2e                 | Jasper Ockeloen    | Pays-Bas           | Parkhotel Valkenburg      | + 34 s              |
| 3e                 | Matej Mugerli      | Slovénie           | Synergy Baku Project      | + 34 s              |
| 4e                 | Christopher Horner | États-Unis         | Airgas-Safeway            | + 34 s              |
| 5e                 | Joshua Edmondson   | Royaume-Uni        | An Post-ChainReaction     | + 3 min 49 s        |
| 6e                 | Maksym Averin      | Azerbaïdjan        | Synergy Baku Project      | + 3 min 50 s        |
| 7e                 | František Sisr     | Tchéquie           | Dukla Praha               | + 3 min 50 s        |
| 8e                 | Sergey Firsanov    | Russie             | RusVelo                   | + 3 min 50 s        |
| 9e                 | Clemens Fankhauser | Autriche           | Hrinkow Advarics Cycleang | + 3 min 52 s        |
| 10e                | Radoslav Rogina    | Croatie            | Adria Mobil               | + 3 min 56 s        |
| modifier           |                    |                    |                           |                     |

### 5eétape
| Classement de l'étape | Classement de l'étape  | Classement de l'étape | Classement de l'étape          | Classement de l'étape |
|                       | Coureur                | Pays                  | Équipe                         | Temps                 |
| --------------------- | ---------------------- | --------------------- | ------------------------------ | --------------------- |
| 1er                   | Sergey Firsanov        | Russie                | RusVelo                        | en 3 h 32 min 10 s    |
| 2e                    | Aleksandr Chouchemoïne | Kazakhstan            | Équipe nationale du Kazakhstan | + 0 s                 |
| 3e                    | Matej Mugerli          | Slovénie              | Synergy Baku Project           | + 1 s                 |
| 4e                    | František Sisr         | Tchéquie              | Dukla Praha                    | + 1 s                 |
| 5e                    | Christopher Horner     | États-Unis            | Airgas-Safeway                 | + 1 s                 |
| 6e                    | Pavel Gatskiy          | Kazakhstan            | Équipe nationale du Kazakhstan | + 1 s                 |
| 7e                    | Marco Zanotti          | Italie                | Parkhotel Valkenburg           | + 1 s                 |
| 8e                    | Ioánnis Tamourídis     | Grèce                 | Synergy Baku Project           | + 1 s                 |
| 9e                    | Primož Roglič          | Slovénie              | Adria Mobil                    | + 1 s                 |
| 10e                   | Bernard Sulzberger     | Australie             | Drapac                         | + 1 s                 |
| modifier              |                        |                       |                                |                       |

## Classements finals

### Classement général final
| Classement général final | Classement général final | Classement général final | Classement général final       | Classement général final |
|                          | Coureur                  | Pays                     | Équipe                         | Temps                    |
| ------------------------ | ------------------------ | ------------------------ | ------------------------------ | ------------------------ |
| 1er                      | Primož Roglič            | Slovénie                 | Adria Mobil                    | en 20 h 14 min 42 s      |
| 2e                       | Jasper Ockeloen          | Pays-Bas                 | Parkhotel Valkenburg           | + 34 s                   |
| 3e                       | Matej Mugerli            | Slovénie                 | Synergy Baku Project           | + 34 s                   |
| 4e                       | Christopher Horner       | États-Unis               | Airgas-Safeway                 | + 34 s                   |
| 5e                       | Sergey Firsanov          | Russie                   | RusVelo                        | + 3 min 49 s             |
| 6e                       | Joshua Edmondson         | Royaume-Uni              | An Post-ChainReaction          | + 3 min 49 s             |
| 7e                       | Maksym Averin            | Azerbaïdjan              | Synergy Baku Project           | + 3 min 50 s             |
| 8e                       | František Sisr           | Tchéquie                 | Dukla Praha                    | + 3 min 50 s             |
| 9e                       | Clemens Fankhauser       | Autriche                 | Hrinkow Advarics Cycleang      | + 3 min 52 s             |
| 10e                      | Aleksandr Chouchemoïne   | Kazakhstan               | Équipe nationale du Kazakhstan | + 3 min 55 s             |
| modifier                 |                          |                          |                                |                          |

### Classements annexes
| Classement par points | Classement par points | Classement par points | Classement par points | Classement par points |
| --------------------- | --------------------- | --------------------- | --------------------- | --------------------- |
|                       | Coureur               | Pays                  | Équipe                | Point(s)              |
| 1er                   | Marko Kump            | Slovénie              | Adria Mobil           | 76 points             |
| 2e                    | Matej Mugerli         | Slovénie              | Synergy Baku Project  | 71 pts                |
| 3e                    | Marco Zanotti         | Italie                | Parkhotel Valkenburg  | 62 pts                |
| modifier              |                       |                       |                       |                       |

| Classement de la montagne | Classement de la montagne | Classement de la montagne | Classement de la montagne | Classement de la montagne |
| ------------------------- | ------------------------- | ------------------------- | ------------------------- | ------------------------- |
|                           | Coureur                   | Pays                      | Équipe                    | Point(s)                  |
| 1er                       | Oleksandr Surutkovych     | Ukraine                   | Synergy Baku Project      | 15 points                 |
| 2e                        | Primož Roglič             | Slovénie                  | Adria Mobil               | 11 pts                    |
| 3e                        | Ido Zilberstein           | Israël                    | Cycling Academy           | 8 pts                     |
| modifier                  |                           |                           |                           |                           |

| Classement du meilleur jeune | Classement du meilleur jeune | Classement du meilleur jeune | Classement du meilleur jeune | Classement du meilleur jeune |
|                              | Coureur                      | Pays                         | Équipe                       | Temps                        |
| ---------------------------- | ---------------------------- | ---------------------------- | ---------------------------- | ---------------------------- |
| 1er                          | František Sisr               | Tchéquie                     | Dukla Praha                  | en 20 h 18 min 32 s          |
| 2e                           | Daniel Turek                 | Tchéquie                     | Cycling Academy              | + 1 min 10 s                 |
| 3e                           | Mihkel Räim                  | Estonie                      | Équipe nationale d'Estonie   | + 8 min 10 s                 |
| modifier                     |                              |                              |                              |                              |

| Classement par équipes | Classement par équipes | Classement par équipes | Classement par équipes |
|                        | Équipe                 | Pays                   | Temps                  |
| ---------------------- | ---------------------- | ---------------------- | ---------------------- |
| 1re                    | Synergy Baku Project   | Azerbaïdjan            | en 60 h 52 min 34 s    |
| 2e                     | Adria Mobil            | Slovénie               | + 29 s                 |
| 3e                     | Parkhotel Valkenburg   | Pays-Bas               | + 46 s                 |
| modifier               |                        |                        |                        |

### UCI Europe Tour
Ce Tour d'Azerbaïdjan attribue des points pour l'UCI Europe Tour 2015, par équipes seulement aux coureurs des équipes continentales professionnelles et continentales, individuellement à tous les coureurs sauf ceux faisant partie d'une équipe ayant un label WorldTeam.
| Position,          | 1er | 2e | 3e | 4e | 5e | 6e | 7e | 8e | 9e | 10e | 11e | 12e |
| Classement général | 80  | 56 | 32 | 24 | 20 | 16 | 12 | 8  | 7  | 6   | 5   | 3   |
| Par étape          | 16  | 11 | 6  | 5  | 4  | 2  |    |    |    |     |     |     |
| Leader, par étape  | 8   |    |    |    |    |    |    |    |    |     |     |     |

| Cycliste               | Équipe                         | Général | Étape | Leader | Total |
| ---------------------- | ------------------------------ | ------- | ----- | ------ | ----- |
| Primož Roglič          | Adria Mobil                    | 80      | 16    | 24     | 120   |
| Jasper Ockeloen        | Parkhotel Valkenburg           | 56      | 5     | -      | 61    |
| Matej Mugerli          | Synergy Baku Project           | 32      | 23    | -      | 55    |
| Marko Kump             | Adria Mobil                    | -       | 29    | 8      | 37    |
| Sergey Firsanov        | RusVelo                        | 20      | 16    | -      | 36    |
| Christopher Horner     | Airgas-Safeway                 | 24      | 10    | -      | 34    |
| Joshua Edmondson       | An Post-ChainReaction          | 16      | 16    | -      | 32    |
| Maksym Averin          | Synergy Baku Project           | 12      | 10    | -      | 22    |
| Aleksandr Chouchemoïne | Équipe nationale du Kazakhstan | 6       | 13    | -      | 19    |
| Clemens Fankhauser     | Hrinkow Advarics Cycleang      | 7       | 11    | -      | 18    |
| Daniel Turek           | Cycling Academy                | -       | 16    | -      | 16    |
| František Sisr         | Dukla Praha                    | 8       | 7     | -      | 15    |
| Francesco Chicchi      | Androni Giocattoli-Sidermec    | -       | 11    | -      | 11    |
| Marco Zanotti          | Parkhotel Valkenburg           | -       | 9     | -      | 9     |
| Conor Dunne            | An Post-ChainReaction          | -       | 6     | -      | 6     |
| Griffin Easter         | Airgas-Safeway                 | -       | 5     | -      | 5     |
| Kristian Haugaard      | Leopard Development            | -       | 5     | -      | 5     |
| Radoslav Rogina        | Adria Mobil                    | 5       | -     | -      | 5     |
| Jiří Hochmann          | Dukla Praha                    | -       | 4     | -      | 4     |
| Brenton Jones          | Drapac                         | -       | 4     | -      | 4     |
| Sebastian Baldauf      | Hrinkow Advarics Cycleang      | 3       | -     | -      | 3     |
| Pavel Gatskiy          | Équipe nationale du Kazakhstan | -       | 2     | -      | 2     |
| Uladzimir Harakhavik   | Minsk CC                       | -       | 2     | -      | 2     |

## Évolution des classements
| Étape              | Vainqueur          | Classement général | Classement par points | Classement de la montagne | Classement du meilleur jeune | Classement par équipes |
| ------------------ | ------------------ | ------------------ | --------------------- | ------------------------- | ---------------------------- | ---------------------- |
| 1                  | Marko Kump         | Marko Kump         | Marko Kump            | Elchin Asadov             | Uladzimir Harakhavik         | Parkhotel Valkenburg   |
| 2                  | Primož Roglič      | Primož Roglič      | Maksym Averin         | Primož Roglič             | František Sisr               | Adria Mobil            |
| 3                  | Joshua Edmondson   | Primož Roglič      | Marko Kump            | Oleksandr Surutkovych     | František Sisr               | Adria Mobil            |
| 4                  | Daniel Turek       | Primož Roglič      | Marko Kump            | Oleksandr Surutkovych     | František Sisr               | Adria Mobil            |
| 5                  | Sergey Firsanov    | Primož Roglič      | Marko Kump            | Oleksandr Surutkovych     | František Sisr               | Synergy Baku Project   |
| Classements finals | Classements finals | Primož Roglič      | Marko Kump            | Oleksandr Surutkovych     | František Sisr               | Synergy Baku Project   |

## Liste des participants
- Liste de départ complète

| Légende                             | Légende                                                                                                  | Légende                                | Légende                                                                                         |
| ----------------------------------- | --- | -------------------------------------- | ----------------------------------------------------------------------------------------------- |
| Num                                 | Dossard de départ porté par le coureur sur ce Tour d'Azerbaïdjan                                         | Pos                                    | Position finale au classement général                                                           |
| Leader du classement général        | Indique le vainqueur du classement général                                                               | Leader du classement par points        | Indique le vainqueur du classement par points                                                   |
| Leader du classement de la montagne | Indique le vainqueur du classement de la montagne                                                        | Leader du classement du meilleur jeune | Indique le vainqueur du classement du meilleur jeune                                            |
|                                     | Indique un maillot de champion national ou mondial, suivi de sa spécialité                               | #                                      | Indique la meilleure équipe                                                                     |
| NP                                  | Indique un coureur qui n'a pas pris le départ d'une étape, suivi du numéro de l'étape où il s'est retiré | AB                                     | Indique un coureur qui n'a pas terminé une étape, suivi du numéro de l'étape où il s'est retiré |
| HD                                  | Indique un coureur qui a terminé une étape hors des délais, suivi du numéro de l'étape                   | DSQ                                    | Indique un coureur qui a été disqualifié de la course, suivi du numéro de l'étape               |
| *                                   | Indique un coureur en lice pour le classement du meilleur jeune (coureurs nés après le 1er janvier 1993) |                                        |                                                                                                 |

| RusVelo RVL                        | RusVelo RVL                 | RusVelo RVL |
| ---------------------------------- | --------------------------- | ----------- |
| Num                                | Coureur                     | Pos         |
| 1                                  | Artur Ershov (RUS)          | 74e         |
| 2                                  | Alexander Evtushenko (RUS)* | 95e         |
| 3                                  | Sergey Firsanov (RUS)       | 5e          |
| 4                                  | Petr Ignatenko (RUS)        | 22e         |
| 5                                  | Artem Ovechkin (RUS)        | 27e         |
| 6                                  | Alexander Serov (RUS)       | 33e         |
| Directeur sportif : Serhiy Honchar |                             |             |

| Drapac DPC                             | Drapac DPC               | Drapac DPC |
| -------------------------------------- | ------------------------ | ---------- |
| Num                                    | Coureur                  | Pos        |
| 11                                     | Brenton Jones (AUS)      | 44e        |
| 12                                     | Peter Koning (NED)       | 30e        |
| 13                                     | Malcolm Rudolph (AUS)    | 66e        |
| 14                                     | Samuel Spokes (AUS)      | AB-2       |
| 15                                     | Bernard Sulzberger (AUS) | 63e        |
| 16                                     |                          |            |
| Directeur sportif : Agostino Giramondo |                          |            |

| Androni Giocattoli-Sidermec AND       | Androni Giocattoli-Sidermec AND | Androni Giocattoli-Sidermec AND |
| ------------------------------------- | ------------------------------- | ------------------------------- |
| Num                                   | Coureur                         | Pos                             |
| 21                                    | Marco Benfatto (ITA)            | 40e                             |
| 22                                    | Francesco Chicchi (ITA)         | AB-2                            |
| 23                                    | John Ebsen (DEN)                | 109e                            |
| 24                                    | Alberto Nardin (ITA)            | 101e                            |
| 25                                    | František Padour (CZE)          | 47e                             |
| 26                                    | Fabio Taborre (ITA)             | 25e                             |
| Directeur sportif : Leonardo Canciani |                                 |                                 |

| Novo Nordisk TNN                    | Novo Nordisk TNN           | Novo Nordisk TNN |
| ----------------------------------- | -------------------------- | ---------------- |
| Num                                 | Coureur                    | Pos              |
| 31                                  | Stephen Clancy (IRL)       | 100e             |
| 32                                  | Gerd de Keijzer (NED)*     | AB-2             |
| 33                                  | James Glasspool (AUS)      | 84e              |
| 34                                  | Nicolas Lefrançois (FRA)   | 45e              |
| 35                                  | Simon Strobel (GER)        | 90e              |
| 36                                  | Christopher Williams (AUS) | 87e              |
| Directeur sportif : Pavel Cherkasov |                            |                  |

| Synergy Baku Project # BCP      | Synergy Baku Project # BCP  | Synergy Baku Project # BCP |
| ------------------------------- | --------------------------- | -------------------------- |
| Num                             | Coureur                     | Pos                        |
| 41                              | Elchin Asadov (AZE) (Route) | 69e                        |
| 42                              | Maksym Averin (AZE)         | 7e                         |
| 43                              | Samir Jabrayilov (AZE)*     | 71e                        |
| 44                              | Matej Mugerli (SLO) (Route) | 3e                         |
| 45                              | Oleksandr Surutkovych (UKR) | 31e                        |
| 46                              | Ioánnis Tamourídis (GRE)    | 15e                        |
| Directeur sportif : Jeremy Hunt |                             |                            |

| Airgas-Safeway AIR                      | Airgas-Safeway AIR        | Airgas-Safeway AIR |
| --------------------------------------- | ------------------------- | ------------------ |
| Num                                     | Coureur                   | Pos                |
| 51                                      | Christopher Horner (USA)  | 4e                 |
| 52                                      | Alexandre Darville (USA)* | 94e                |
| 53                                      | Griffin Easter (USA)      | 80e                |
| 54                                      | Kevin Gottlieb (USA)      | 83e                |
| 55                                      | Luis Lemus (MEX)          | 16e                |
| 56                                      | Connor McCutcheon (USA)   | 26e                |
| Directeur sportif : Christopher Johnson |                           |                    |

| Adria Mobil ADR                    | Adria Mobil ADR               | Adria Mobil ADR |
| ---------------------------------- | ----------------------------- | --------------- |
| Num                                | Coureur                       | Pos             |
| 61                                 | Kristjan Fajt (SLO)           | 20e             |
| 62                                 | Marko Kump (SLO)              | 52e             |
| 63                                 | Radoslav Rogina (CRO) (Route) | 11e             |
| 64                                 | Primož Roglič (SLO)           | 1er             |
| 65                                 | Josip Rumac (CRO)*            | 92e             |
| 66                                 | Klemen Štimulak (SLO)         | AB-5            |
| Directeur sportif : Boštjan Mervar |                               |                 |

| An Post-ChainReaction SKT          | An Post-ChainReaction SKT  | An Post-ChainReaction SKT |
| ---------------------------------- | -------------------------- | ------------------------- |
| Num                                | Coureur                    | Pos                       |
| 71                                 | Sean Downey (IRL)          | NP-2                      |
| 72                                 | Conor Dunne (IRL)          | 78e                       |
| 73                                 | Joshua Edmondson (GBR)     | 6e                        |
| 74                                 | Aidis Kruopis (LTU)        | 76e                       |
| 75                                 | Xandro Meurisse (BEL)      | 35e                       |
| 76                                 | Ryan Mullen (IRL)* (Route) | 39e                       |
| Directeur sportif : Andy Van Houdt |                            |                           |

| Leopard Development LDT               | Leopard Development LDT | Leopard Development LDT |
| ------------------------------------- | ----------------------- | ----------------------- |
| Num                                   | Coureur                 | Pos                     |
| 81                                    | Kevin Feiereisen (LUX)  | 105e                    |
| 82                                    | Kristian Haugaard (DEN) | AB-5                    |
| 83                                    | Brent Luyckx (BEL)*     | AB-2                    |
| 84                                    | Patrick Olesen (DEN)*   | 51e                     |
| 85                                    | Pit Schlechter (LUX)    | 103e                    |
| 86                                    |                         |                         |
| Directeur sportif : Florian Salzinger |                         |                         |

| Giant-Champion System MSS          | Giant-Champion System MSS | Giant-Champion System MSS |
| ---------------------------------- | ------------------------- | ------------------------- |
| Num                                | Coureur                   | Pos                       |
| 91                                 | Bai Lijun (CHN)           | AB-5                      |
| 92                                 | Gu Yingchuan (CHN)*       | 86e                       |
| 93                                 | Qin Chenlu (CHN)          | 59e                       |
| 94                                 | Shen Pingan (CHN)*        | 81e                       |
| 95                                 | Wang Xin (CHN)            | AB-3                      |
| 96                                 | Zhang Wenlong (CHN)       | AB-2                      |
| Directeur sportif : Yong Zhe Zhang |                           |                           |

| Tusnad TCT                     | Tusnad TCT               | Tusnad TCT |
| ------------------------------ | ------------------------ | ---------- |
| Num                            | Coureur                  | Pos        |
| 101                            | Ábel Kenyeres (HUN)*     | 75e        |
| 102                            | Andrei Nechita (ROU)     | 28e        |
| 103                            | Carol-Eduard Novak (ROU) | AB-2       |
| 104                            | Zsolt Sarany (ROU)*      | AB-1       |
| 105                            | Szabolcs Sebestyén (ROU) | AB-2       |
| 106                            | Artem Topchanyuk (UKR)   | 38e        |
| Directeur sportif : Imre Török |                          |            |

| MLP Bergstrasse TBJ             | MLP Bergstrasse TBJ      | MLP Bergstrasse TBJ |
| ------------------------------- | ------------------------ | ------------------- |
| Num                             | Coureur                  | Pos                 |
| 111                             | Kasper Asgreen (DEN)*    | AB-5                |
| 112                             | Jonas Barnick (GER)*     | AB-5                |
| 113                             | Mike Egger (GER)*        | 36e                 |
| 114                             | Moritz Fussnegger (GER)* | 104e                |
| 115                             | John Mandrysch (GER)*    | 56e                 |
| 116                             | Eric Süssemilch (GER)*   | 54e                 |
| Directeur sportif : Sven Krauss |                          |                     |

| CK Banská Bystrica CKB           | CK Banská Bystrica CKB | CK Banská Bystrica CKB |
| -------------------------------- | ---------------------- | ---------------------- |
| Num                              | Coureur                | Pos                    |
| 121                              | Lukáš Bátora (SVK)     | AB-5                   |
| 122                              | Miroslav Debnár (SVK)  | AB-5                   |
| 123                              | Martin Fraňo (SVK)     | AB-2                   |
| 124                              | Miroslav Hraško (SVK)  | AB-3                   |
| 125                              | Jozef Palčák (SVK)     | 102e                   |
| 126                              | Ivan Viglaský (SVK)    | AB-3                   |
| Directeur sportif : Anton Bátora |                        |                        |

| Hrinkow Advarics Cycleang HAC     | Hrinkow Advarics Cycleang HAC | Hrinkow Advarics Cycleang HAC |
| --------------------------------- | ----------------------------- | ----------------------------- |
| Num                               | Coureur                       | Pos                           |
| 131                               | Sebastian Baldauf (GER)       | 12e                           |
| 132                               | Josef Benetseder (AUT)        | 41e                           |
| 133                               | Clemens Fankhauser (AUT)      | 9e                            |
| 134                               | Andreas Graf (AUT)            | 57e                           |
| 135                               | Andreas Hofer (AUT)           | 42e                           |
| 136                               | Dominik Hrinkow (AUT)         | 23e                           |
| Directeur sportif : Stefan Rucker |                               |                               |

| Torku Şekerspor TRK                | Torku Şekerspor TRK           | Torku Şekerspor TRK |
| ---------------------------------- | ----------------------------- | ------------------- |
| Num                                | Coureur                       | Pos                 |
| 141                                | Bekir Baki Akırşan (TUR)      | 97e                 |
| 142                                | İsmail Akşoy (TUR)            | AB-5                |
| 143                                | Muhammet Atalay (TUR)         | 46e                 |
| 144                                | Fatih Keleş (TUR)*            | 77e                 |
| 145                                | Rasim Reis (TUR)              | 98e                 |
| 146                                | Feritcan Şamlı (TUR)* (Route) | AB-5                |
| Directeur sportif : Kizil Sadettin |                               |                     |

| Dukla Praha ADP                  | Dukla Praha ADP       | Dukla Praha ADP |
| -------------------------------- | --------------------- | --------------- |
| Num                              | Coureur               | Pos             |
| 151                              | Martin Bláha (CZE)    | AB-5            |
| 152                              | Vojtěch Hačecký (CZE) | AB-5            |
| 153                              | Jiří Hochmann (CZE)   | AB-5            |
| 154                              | Jan Kraus (CZE)*      | 108e            |
| 155                              | Ondřej Rybín (CZE)*   | AB-5            |
| 156                              | František Sisr (CZE)* | 8e              |
| Directeur sportif : Milan Kadlec |                       |                 |

| Parkhotel Valkenburg PVC      | Parkhotel Valkenburg PVC | Parkhotel Valkenburg PVC |
| ----------------------------- | ------------------------ | ------------------------ |
| Num                           | Coureur                  | Pos                      |
| 161                           | James Judd (NZL)*        | 61e                      |
| 162                           | Jaap Kooijman (NED)*     | 50e                      |
| 163                           | Jasper Ockeloen (NED)    | 2e                       |
| 164                           | Peter Schulting (NED)    | 17e                      |
| 165                           | Jurgen van Diemen (NED)  | 60e                      |
| 166                           | Marco Zanotti (ITA)      | 13e                      |
| Directeur sportif : Jos Mooij |                          |                          |

| Cycling Academy CAT               | Cycling Academy CAT    | Cycling Academy CAT |
| --------------------------------- | ---------------------- | ------------------- |
| Num                               | Coureur                | Pos                 |
| 171                               | Yoav Bear (ISR)        | 68e                 |
| 172                               | Guy Gabay (ISR)*       | 99e                 |
| 173                               | Ľuboš Malovec (SVK)*   | 85e                 |
| 174                               | Emanuel Piaskowy (POL) | 14e                 |
| 175                               | Daniel Turek (CZE)*    | 19e                 |
| 176                               | Ido Zilberstein (ISR)* | 79e                 |
| Directeur sportif : Ran Margaliot |                        |                     |

| CCN                             | CCN                     | CCN   |
| ------------------------------- | ----------------------- | ----- |
| Num                             | Coureur                 | Pos   |
| 181                             | Daniel Abraham (NED)    | 91e   |
| 182                             | Hari Fitrianto (INA)    | 67e   |
| 183                             | Lex Nederlof (NED)      | DSQ-2 |
| 184                             | Ariya Phounsavath (LAO) | 72e   |
| 185                             | Roman van Uden (NZL)    | 65e   |
| 186                             |                         |       |
| Directeur sportif : Peter Godde |                         |       |

| Tavira TAV                      | Tavira TAV                   | Tavira TAV |
| ------------------------------- | ---------------------------- | ---------- |
| Num                             | Coureur                      | Pos        |
| 191                             | Manuel António Cardoso (POR) | AB-5       |
| 192                             | Daniel Mestre (POR)          | 21e        |
| 193                             | Ricardo Mestre (POR)         | 43e        |
| 194                             | João Pereira (POR)           | 88e        |
| 195                             | Valter Pereira (POR)         | 89e        |
| 196                             | Rafael Reis (POR)            | 58e        |
| Directeur sportif : Vidal Fitas |                              |            |

| Minsk CC MCC                         | Minsk CC MCC                | Minsk CC MCC |
| ------------------------------------ | --------------------------- | ------------ |
| Num                                  | Coureur                     | Pos          |
| 201                                  | Uladzimir Harakhavik (BLR)* | 64e          |
| 202                                  | Kanstantin Klimiankou (BLR) | 29e          |
| 203                                  | Andrei Krasilnikau (BLR)    | 24e          |
| 204                                  | Pavel Padaliak (BLR)        | AB-2         |
| 205                                  | Alexei Piashkun (BLR)*      | AB-2         |
| 206                                  | Andrei Piashkun (BLR)       | AB-2         |
| Directeur sportif : Ruslan Pidgornyy |                             |              |

| Équipe nationale de Hongrie HUN    | Équipe nationale de Hongrie HUN | Équipe nationale de Hongrie HUN |
| ---------------------------------- | ------------------------------- | ------------------------------- |
| Num                                | Coureur                         | Pos                             |
| 211                                | Žolt Der (HUN)                  | 55e                             |
| 212                                | Botond Hollo (HUN)              | 82e                             |
| 213                                | Krisztián Lovassy (HUN)         | 53e                             |
| 214                                | István Molnár (HUN)             | AB-5                            |
| 215                                | Zoltán Sipos (HUN)              | AB-5                            |
| 216                                | Márton Solymosi (HUN)           | AB-2                            |
| Directeur sportif : Miklos Somogyi |                                 |                                 |

| Équipe nationale d'Estonie EST    | Équipe nationale d'Estonie EST | Équipe nationale d'Estonie EST |
| --------------------------------- | ------------------------------ | ------------------------------ |
| Num                               | Coureur                        | Pos                            |
| 221                               | Joonas Jõgi (EST)              | 73e                            |
| 222                               | Martin Laas (EST)*             | 49e                            |
| 223                               | Peeter Pung (EST)*             | 93e                            |
| 224                               | Mihkel Räim (EST)*             | 34e                            |
| 225                               | Norman Vahtra (EST)*           | AB-5                           |
| 226                               | Josten Vaidem (EST)*           | 48e                            |
| Directeur sportif : Jaan Kirsipuu |                                |                                |

| Équipe nationale du Kazakhstan KAZ    | Équipe nationale du Kazakhstan KAZ | Équipe nationale du Kazakhstan KAZ |
| ------------------------------------- | ---------------------------------- | ---------------------------------- |
| Num                                   | Coureur                            | Pos                                |
| 231                                   | Zhandos Bizhigitov (KAZ)           | 18e                                |
| 232                                   | Pavel Gatskiy (KAZ)                | 32e                                |
| 233                                   | Nurbolat Kulimbetov (KAZ)          | 62e                                |
| 234                                   | Matvey Nikitin (KAZ)               | 96e                                |
| 235                                   | Aleksandr Chouchemoïne (KAZ)       | 10e                                |
| 236                                   | Oleg Zemlyakov (KAZ)*              | 37e                                |
| Directeur sportif : Kairat Baigudinov |                                    |                                    |

| Équipe nationale de Grèce GRE     | Équipe nationale de Grèce GRE         | Équipe nationale de Grèce GRE |
| --------------------------------- | ------------------------------------- | ----------------------------- |
| Num                               | Coureur                               | Pos                           |
| 241                               | Nikolaos Ioannidis (GRE)*             | 70e                           |
| 242                               | Charálampos Kastrantás (GRE)          | DSQ-2                         |
| 243                               | Michail Kortsidakis (GRE)*            | 106e                          |
| 244                               | Neófytos Sakellarídis-Mángouras (GRE) | 107e                          |
| 245                               | Ioánnis Spanópoulos (GRE)*            | AB-2                          |
| 246                               | Polychrónis Tzortzákis (GRE)          | DSQ-2                         |
| Directeur sportif : Fotis Zegklis |                                       |                               |

1. 1 2 3 4 5  « CLASSEMENT DE L'ETAPE STAGE CLASSIFICATION - Baku – Ismayilli », sur votrecourse.com.
2. 1 2 3 4  « CLASSEMENT GENERAL GENERAL CLASSIFICATION - Baku circuit », sur votrecourse.com.
3. 1 2 3 4 5  « CLASSEMENT DE L'ETAPE STAGE CLASSIFICATION - Baku – Sumgayit », sur votrecourse.com.
4. 1 2 3  « CLASSEMENT PAR POINTS POINTS CLASSIFICATION - Baku circuit », sur votrecourse.com.
5. 1 2 3  « MEILLEUR GRIMPEUR MOUNTAIN CLASSIFICATION - Baku circuit », sur votrecourse.com.
6. 1 2 3  « CLASSEMENT GENERAL DES JEUNES BEST YOUNG GENERAL CLASSIFICATION - Baku circuit », sur votrecourse.com.
7. 1 2 3  « CLASSEMENT PAR EQUIPE - TEAM CLASSIFICATION - Baku circuit », sur votrecourse.com.
8. ↑  [PDF] « Règlement UCI du sport cycliste - Titre II, épreuves sur route - Chapitre Ier, calendrier et participation - Article 2.1.005, épreuves internationales et participation »(Archive.org • Wikiwix • Archive.is • Google • Que faire ?), sur fr.uci.ch, UCI, version au 24 septembre 2014 (consulté le 4 décembre 2014)
9. 1 2 3 4  « CLASSEMENT GENERAL GENERAL CLASSIFICATION - Baku – Sumgayit », sur votrecourse.com.
10. 1 2 3 4  « CLASSEMENT GENERAL GENERAL CLASSIFICATION - Baku – Ismayilli », sur votrecourse.com.
11. 1 2 3 4  « CLASSEMENT DE L'ETAPE STAGE CLASSIFICATION - Gabala - Gabala », sur votrecourse.com.
12. 1 2 3  « CLASSEMENT GENERAL GENERAL CLASSIFICATION - Gabala - Gabala », sur votrecourse.com.
13. 1 2 3  « CLASSEMENT DE L'ETAPE STAGE CLASSIFICATION - Gabala – Mingachevir », sur votrecourse.com.
14. 1 2 3  « CLASSEMENT GENERAL GENERAL CLASSIFICATION - Gabala – Mingachevir », sur votrecourse.com.
15. 1 2 3  « CLASSEMENT DE L'ETAPE STAGE CLASSIFICATION - Baku circuit », sur votrecourse.com.
16. ↑  « Règlement UCI du sport cycliste - Titre II, épreuves sur route - Chapitre XI, classements continentaux hommes élite et moins de 23 ans - Article 2.11.014, Barème des points - version au 24 janvier 2015 » [PDF], sur uci.ch (consulté le 25 mars 2018).
17. ↑  « Règlement UCI du sport cycliste - Titre II, épreuves sur route - Chapitre XI, classements continentaux hommes élite et moins de 23 ans - Article 2.11.014, Barème des points - version au 1er novembre 2015 » [PDF], sur uci.ch (consulté le 25 mars 2018).